# Општина Улми (Ђурђу)
Улми (рум. Ulmi) општина је у Румунији у округу Ђурђу.
Oпштина се налази на надморској висини од 109 m.